# (307463) 2002 VU130
(307463) 2002 VU130 è un oggetto transnettuniano, situato nel disco circumstellare della fascia di Kuiper nella regione più esterna del Sistema Solare. Si tratta di un oggetto risonante transnettuniano appartenente alla popolazione dei plutini e misura circa 253 chilometri di diametro. È stato scoperto il 7 novembre 2002 dall'astronomo americano Marc W. Buie al Osservatorio di Kitt Peak vicino a Tucson, in Arizona. All'oggetto non è stato ancora assegnato un nome. Presenta un'orbita caratterizzata da un semiasse maggiore pari a 39,405892 UA e da un'eccentricità di 0,208611, inclinata di 1,363242° rispetto all'eclittica.